# HD 8120
HD 8120，又名BD-04 185，SAO 129239、HR 387，是一颗恒星，视星等为6.23，位于銀經140.45，銀緯-65.12，其B1900.0坐标为赤經1h 15m 29.9s，赤緯-3° -65.12′ 19″。